# Mamungari Conservation Park
Mamungari Conservation Park är en park i Australien. Den ligger i delstaten South Australia, omkring 1 100 kilometer nordväst om delstatshuvudstaden Adelaide.
Trakten runt Mamungari Conservation Park är nära nog obefolkad, med mindre än två invånare per kvadratkilometer.. Det finns inga samhällen i närheten.
Omgivningarna runt Mamungari Conservation Park är i huvudsak ett öppet busklandskap. Genomsnittlig årsnederbörd är 333 millimeter. Den regnigaste månaden är januari, med i genomsnitt 53 mm nederbörd, och den torraste är augusti, med 2 mm nederbörd.